# 川井秀幸
川井 秀幸（かわい ひでゆき、1929年7月21日 - 2016年6月16日）は、元宝塚歌劇団所属の演出家、脚本家、翻訳家。兵庫県神戸市出身。関西大学法学部卒業。

## 略歴
1955年、宝塚歌劇団に入団、白井鐵造に師事する。1959年にはカナダ・アメリカ公演の、1965年にはフランス公演の舞台監督を務める。英語が堪能で「オクラホマ!」や「回転木馬」・「ミー・アンド・マイガール」・「キス・ミー・ケイト」などブロードウェイミュージカルの企画・交渉・翻訳・通訳などに携わる一方、郷土芸能研究会において「鯨」「ユンタ」などの日本の伝統文化を題材にした作品の脚本、演出も手掛ける。長年にわたり機関誌「歌劇」で主にブロードウェイミュージカルを紹介したエッセイ「ミュージカル」を掲載する。
1978年、「祭りファンタジー」を手掛けた後、プロデューサーに転じる。元企画部長、元宣伝課長。

## エピソード
入団2年目の1956年ラインダンスの舞台稽古中、隣に座っていた宝塚歌劇団の創立者小林一三から「上手から2番目にいるのは誰か。」と聞かれ答えられなかった。それ以来、小林の「全員の名前を覚えるように」との教えを守り、芸名、本名、愛称を全員すべて覚えるようになった。

## 主な作品

### 宝塚大劇場公演
- 『鯨』1958年雪組（脚本・演出）
- 『花田植』1959年花組（脚本・演出）
- 『ザ・タカラヅカ ダンス・シアター』カナダ・アメリカ公演記念公演1959年（演出助手）
- 『花のみちのく』1962年月組（脚本・演出）
- 『海に生きる』1964年雪組
- 『火の島』1964年雪組（脚本・演出）芸術祭文部大臣賞受賞
- 『黒潮』1964年月組（脚本・演出）
- 『ユンタ』1964年月組（脚本・演出）
- 『藍と白と紅』1966年雪組（脚本・演出）
- 『パリ公演帰朝記念特別公演』1965年（演出助手）
- 『うかれ殿様』1966年月組
- 『回転木馬』1969年雪組（演出補・音楽 作詞、訳詞）
- 『祭』1969年雪組（脚本・演出）
- 『かぐら』1972年雪組（脚本・演出）
- 『竹』1973年雪組（脚本・演出）
- 『美しく青きドナウ』1975年星組
- 『祭りファンタジー』1978年月組

### 宝塚新芸劇場公演
- 『乙女の園』1966年花組（作）
- 『一本足の兵隊』1966年月組（脚本）
- 『狸月夜噺』1966年花組(演出）

### その他の公演
- 『花の巴里－宝塚1、宝塚おどり絵巻 2、世界への招待』（演出：ババリア・アテリエ、宝塚歌劇団共同制作 演出助手）1965年アルハンブラ・モーリスシュバリエ劇場